# Boinești (okręg Satu Mare)
Boinești – wieś w Rumunii, w okręgu Satu Mare, w gminie Bixad. W 2011 roku liczyła 1557 mieszkańców. 